# 妮科尔·汉斯莱
妮科尔·汉斯莱（英語：Nicole Hensley，1994年6月23日—），美国女子冰球运动员。她曾代表美国国家队参加2018年和2022年冬季奥林匹克运动会冰球比赛，获得一枚金牌和一枚银牌。